# Herb powiatu lubaczowskiego

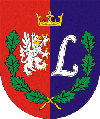
Herb powiatu w latach 2000-2006

Herb powiatu lubaczowskiego – jeden z symboli powiatu lubaczowskiego, ustanowiony 15 czerwca 2000, zmieniony 30 marca 2006.

## Wygląd i symbolika
Herb przedstawia na tarczy w polu czerwonym srebrnego gryfa ze złotą koroną, dziobem i szponami, skierowanego w lewo i dzierżącego złotą majuskułę „L” (nawiązanie do Lubaczowa). Gryf symbolizuje Ziemie Bełską i jest także widoczny w herbie woj. podkarpackiego.